# روبرت إنجلش
روبرت إنجلش (بالإنجليزية: Robert English)‏ هو ممثل بريطاني (وحمل سابقاً جنسية المملكة المتحدة لبريطانيا العظمى وأيرلندا)، ولد في 2 ديسمبر 1878 في المملكة المتحدة، وتوفي في 2000. من الجوائز التي نالها نيشان الخدمة المتميزة ‏ وصليب الحرب.

## جوائز
- نيشان الخدمة المتميزة [الإنجليزية]‏
- صليب الحرب

## وصلات خارجية
- روبرت إنجلش على موقع IMDb (الإنجليزية)
- روبرت إنجلش على موقع قاعدة بيانات برودواي على الإنترنت (الإنجليزية)
- روبرت إنجلش على موقع قاعدة بيانات الفيلم (الإنجليزية)